# Primeiro combate de Iasuií
O primeiro combate de Iasuií ocorreu em 2 de maio de 1868 entre brasileiros e paraguaios, na região do Chaco, Paraguai, durante a Guerra da Tríplice Aliança. Na ocasião o coronel Barros Falcão à frente de uma guarnição de 2 500 soldados, repeliu um ataque paraguaio, sofrendo 137 baixas. Os atacantes perderam 105 dos seus.